# Ruth Fischer (kunstenares)
Ruth Fischer (Hamburg, 13 september 1913–2012) was een Nederlands beeldend kunstenaar: tekenaar, kunstschilder en graficus.

## Biografie
Ruth Elsa Fischer werd op 13 september 1913 in Hamburg geboren. Via haar Joodse vader bezat zij de Tsjechische nationaliteit. Zij groeide op in Hamburg en begon in 1933 haar opleiding aan de Kunstschule Gerda Koppel. Vanaf 1935 volgde zij les bij Friedrich Adler. In 1937 emigreerden haar ouders naar Nederland. Fischer volgde haar familie op 12 januari 1939, toen die op Beethovenstraat 48 woonde.
In Amsterdam vervolgde zij haar opleiding aan de Nieuwe Kunstschool. Om in haar onderhoud te kunnen voorzien nam zij tijdens de oorlog veel verschillende opdrachten aan. Zo ontwierp zij bijvoorbeeld stoffen en vervaardigde zij gebruiksgrafiek.
Tijdens de Tweede Wereldoorlog tekende zij het dagelijks leven in Amsterdam en de dieren in Artis. Ook bracht zij bezittingen van ondergedoken of weggevoerde Joden in haar ouderlijke woning in veiligheid, die ondanks elf (!) huiszoekingen niet werden gevonden. Daarom kreeg zij later een verzetspensioen toegekend. Na de oorlog begon zij vrij te schilderen (zowel abstract als ook figuratief) en legde zij zich toe op het maken van illustraties voor boeken en tijdschriften. Ook was zij lid van de vereniging De Zeester, een kunstenaarscollectief voor vrouwen.
Fischers vrije werk werd door diverse musea aangekocht, waaronder het Museum voor Moderne Kunst in Arnhem, het Gemeentemuseum in Den Haag en het Rijksmuseum in Amsterdam.

## Tentoonstellingen
- 3-24 juni 1961 bij Magdalene Sothmann in Amsterdam[1]
- 1994 Gemeentemuseum Arnhem[2]